# McDonald's Treasure Land Adventure
McDonald's Treasure Land Adventure  es un videojuego de plataformas desarrollado por Treasure y publicado por Sega para la Mega Drive. Basado en la cadena de restaurantes de comida rápida McDonald's, concretamente en su campaña de mercadotecnia McDonaldland, los jugadores controlan a Ronald McDonald en sus esfuerzos por recuperar de un grupo de villanos las piezas perdidas de un mapa que conducen a la localización de un tesoro enterrado. Ronald puede derrotar a los enemigos utilizando un ataque mágico y puede engancharse a ganchos con su bufanda para alcanzar plataformas más altas.
Treasure Land Adventure fue desarrollado por Treasure junto con el juego Run and gun Gunstar Heroes (1993). Sega encargó a Treasure el diseño de un juego de McDonald's después de que la compañía no pudiera optar a un contrato de publicación para desarrollar juegos para la Genesis. El presidente de Treasure y programador del proyecto, Masato Maegawa, ordenó que el juego debía ser fiel y respetuoso con la licencia y los personajes de McDonald's durante la producción. Tanto en el momento de su lanzamiento como en retrospectiva, el juego recibió elogios por su jugabilidad y estilo gráfico, y se considera uno de los mejores juegos con licencia de la época.

## Sistema de juego
McDonald's Treasure Land Adventure es un videojuego de plataformas basado en la campaña publicitaria de McDonaldland. La historia sigue a Ronald McDonald y sus amigos —Grimace, Hamburglar, Birdie el Pájaro Madrugador y los Niños Fry— que descubren un trozo del mapa de un tesoro durante un paseo por el bosque, ya que los otros tres trozos han sido robados por un grupo de villanos. Ronald se pone en marcha para recuperar las piezas que faltan y encontrar la ubicación del tesoro.
El jugador controla a Ronald a lo largo de los cuatro mundos del juego: Bosque Mágico, Pueblo Mágico, Mar Mágico y Luna Mágica, que se dividen en tres fases cada uno. Ronald puede lanzar un ataque mágico hacia delante para derrotar a los enemigos, y puede usar su bufanda para engancharse a ganchos de agarre y alcanzar plataformas más altas. La salud de Ronald está representada por joyas rojas, y dejará caer una cuando sea golpeado por un enemigo o caiga en un pozo. A lo largo del juego, Ronald puede recoger bolsas de oro que se pueden usar en tiendas que se encuentran en ciertos niveles. Estas tiendas venden diversos objetos, como joyas adicionales, potenciadores que aumentan la fuerza de su ataque mágico y globos que le permiten planear con seguridad sobre enemigos y obstáculos. El tercer nivel de cada mundo concluye con un jefe final al que hay que derrotar dejando que succione una de las joyas de Ronald; Ronald puede encontrar a uno de sus amigos en estos niveles que le proporcionan consejos para derrotar a estos jefes.

## Desarrollo
McDonald's Treasure Land Adventure fue desarrollado por Treasure, una empresa fundada por Masato Maegawa y un grupo de antiguos empleados de Konami. Maegawa fundó Treasure en 1992 después de que él y su equipo se sintieran frustrados por la creciente dependencia de Konami del desarrollo de secuelas de series consagradas, como Castlevania y Teenage Mutant Ninja Turtles, y quisieran centrarse en la creación de títulos nuevos y originales. Treasure había empezado a trabajar en su primer juego, el run and gun Gunstar Heroes (1993), cuando no pudo conseguir un contrato de publicación con Sega por carecer de un historial probado. En su lugar, Sega contrató a Treasure para desarrollar un juego basado en la franquicia de comida rápida McDonald's, concretamente en su campaña de mercadotecnia McDonaldland.
Treasure Land Adventure se desarrolló conjuntamente con Gunstar Heroes, compartiendo varios de sus miembros. Koichi Kimura fue el director del juego, Maegawa ayudó como productor y Katsuhiko Suzuki compuso la banda sonora. El equipo tenía que diseñar enemigos y personajes originales, aparte de los de la franquicia McDonaldland. Abandonaron muchas de sus ideas por no encajar con el ambiente de McDonaldlandia. Suzuki compuso la banda sonora con esta misma mentalidad. Maegawa sostenía que Treasure Land Adventure tenía que ser respetuosa y fiel a la licencia y los personajes de McDonald's, de forma similar a los juegos con licencia de personajes como Mickey Mouse. Treasure Land Adventure ayudó a Treasure a familiarizarse con el hardware de la Mega Drive, lo que resultó esencial para sus proyectos posteriores. El juego se terminó antes de que concluyera el desarrollo de Gunstar Heroes, sin embargo, Treasure decidió retrasar Treasure Land Adventure y lanzar primero Gunstar Heroes, ya que quería que su debut fuera un título original.

## Lanzamiento
Treasure Land Adventure salió a la venta en Japón el 23 de septiembre de 1993, y se promocionó en 1 000 restaurantes McDonald's del país. Sega prevía que el juego venda más de 500 000 copias. Se publicó en Europa en octubre de 1993 y en Norteamérica en diciembre de ese mismo año. La versión norteamericana sustituye a los enemigos tribales del primer mundo por robots, presumiblemente para evitar estereotipos negros. La versión europea es más difícil que las demás, ya que el jugador comienza con menos salud y los enemigos reciben más daño.

## Recepción
El consenso de la crítica tras su lanzamiento fue que McDonald's Treasure Land Adventure era uno de los mejores ejemplos de juego con licencia de la era de las consolas de 16 bits. Cuatro críticos de GameFan reaccionaron con sorpresa ante la calidad del juego, y uno de ellos afirmó que tenía los mismos gráficos y la misma jugabilidad que Gunstar Heroes. Paul Gus, escritor de Mean Machines Sega, compartía una sorpresa similar: «Por qué demonios Treasure querría dedicar tanto esfuerzo a un juego para hacerlo tan fácil es un misterio. Sin embargo, ¡lo han conseguido!». Comparó el juego con Gunstar Heroes por mostrar el talento de Treasure para diseñar juegos de desplazamiento lateral divertidos y memorables. Los gráficos se destacaron por ser coloridos y visualmente agradables; A Gus le gustaban sus colores vibrantes y su atención al detalle. Un crítico de Electronic Gaming Monthly elogió los grandes niveles llenos de objetos y los cameos de otros personajes de McDonaldland, al igual que el redactor de Consoles+ Richard Homsy. Este último también quedó impresionado con la presentación del juego y la banda sonora por estar en sintonía con el tema y el diseño. Lance Boyle de GamePro creía que los jugadores más jóvenes se sentirían atraídos por los coloridos efectos visuales y la marca McDonald's, pero que los mayores encontrarían poco que ofrecer.
Los comentarios retrospectivos sobre Treasure Land Adventure también han sido positivos, aunque los críticos creen que carece del mismo pulido y potencia tecnológica presentes en sus otras obras como Gunstar Heroes y Dynamite Headdy. Kurt Kalata de Hardcore Gaming 101 cree que sirvió de base para los juegos posteriores de Treasure, como Dynamite Headdy, con una mecánica y una composición musical similares. Luke Taylor de [[Kotaku] elogió el juego por estar muy por encima de la calidad habitual de los títulos con licencia, con un estilo gráfico interesante y una jugabilidad sólida. Aunque criticó su corta duración y el uso extensivo de saltos a ciegas, lo recomendó encarecidamente a los aficionados a los juegos de plataformas. Paul Staddon, redactor de Retro Gamer, consideró que algunas de las ideas de Treasure Land Adventure eran innovadoras para el género, y que poseía una jugabilidad divertida y unos efectos visuales coloridos. Escribió: «No es el mejor juego de la biblioteca de Treasure, pero es muy entretenido y casi vale los altos precios de eBay por los que se vende actualmente. Si buscas un juego de plataformas poco convencional, dale una oportunidad. No te decepcionará».